# 埃厄基兴
埃厄基兴是德国巴伐利亚州的一个市镇。总面积62.79平方公里，总人口3670人，其中男性1852人，女性1818人（2011年12月31日），人口密度58人/平方公里。